# Tropideae
Tropideae es una tribu de plantas perteneciente a la subfamilia Orchidoideae dentro de la familia Orchidaceae. Tiene los siguientes géneros:

## Géneros
- Corymborkis - Tropidia